# Victor Houteff
Victor Tasho Houteff, född 2 mars 1885 i Raicovo, Bulgarien, död 5 februari 1955 i Waco, Texas, var en bulgariskfödd amerikansk religiös förkunnare, författare och grundare av den davidiska sjundedagsadventismen.
Han föddes i Raicovo i Bulgarien i en familj tillhörande den ortodoxa kyrkan. 1907 emigrerade Houteff och hans bror till USA.
Tio år senare anslöt Houteff sig till Adventkyrkan, inom vilken han under 1920-talet kom att verka som sabbatsskolelärare i Glendale, Kalifornien. Hans undervisning, som ofta innehöll apokalyptiska tolkningar av Uppenbarelseboken och Ellen G. Whites skrifter, tilldrog sig stort intresse och många åhörare. Församlingens ledning tog avstånd från hans läror och avskedade Houteff från hans uppdrag som sabbatsskolelärare.
Houteff och hans anhängare hyrde då en lokal tvärs över gatan, där han fortsatte sin undervisning.
1930 gav Houteff ut boken The Shepherd's Rod (Herdestaven) i vilken han sammanfattade sina läror. Han hävdade att sjundedagsadventisterna, efter grundaren Ellen G. White:s död, på flera punkter avlägsnat sig från den sanna läran och behövde reformeras. Houteff lärde till exempel att den stora skaran i vita kläder (Uppb. 7:9), kommer att bestå, inte bara av adventister utan av kristna från olika trossamfund. Han lärde också att människans frälsning endast berodde på rättfärdiggörelse genom tro, inte på sabbatsregler och liknande.
Detta vållade stort rabalder inom kyrkan, och den 19 februari 1934 hördes Houteff av ledningen för sjundedagsadventisternas Stillahavsunion. Efter fyra veckor offentliggjorde man sin dom, A Reply to The Shepherd's Rod, författad av professor O J Graf. Houteff stämplades som kättare och uteslöts ur kyrkan. 
Houteff och hans anhängare (som kallades The Shepherd's Rod efter boken) flyttade till Waco i Texas där man upprättade ett högkvarter, Mount Carmel och startade förlaget Universal Publishing Association som spred Houteffs skrifter, bland annat månadsmagasinet The Symbolic Code. 1942 organiserade man sig under namnet General Association of Davidian Seventh-day Adventists (GADSA).
Houteff var fullt övertygad om att Kristus skulle återvända inom hans livstid och planerade att flytta samfundets högkvarter till Israel. Men han dog 1955 av hjärtproblem, utan att få se dessa drömmar uppfyllas. Efter Houteffs död kom hans rörelse att skakas av ledarstrider och splittras i flera grupper. Hans fru Florence Houteff förklarade först att Kristi återkomst skulle äga rum senast 1959, men när så inte skedde beslutade hon att upplösa GADSA.